# MOPSO (tampon)
MOPSO est le nom courant de l'acide 2-hydroxy-3-morpholino-1-propanesulfonique, un dérivé du MOPS. C'est un composé faisant partie des tampons de Good, qui en a proposé le nom et l'usage en 1980. Sa structure chimique comporte un anneau morpholine, son pKa de 6,9 à 20 °C présente un net intérêt pour des applications en biochimie. 

## Applications
Le MOPSO est utilisé comme tampon en biologie et biochimie. Le pH d'une solution préparée avec du MOPSO dépend de la concentration et de la température, un effet que l'on peut prédire et calculer. Le MOPSO est relativement soluble dans l'eau (0,75 mol/L à 0 °C). 
Faisant partie des tampons de Good, il répond à plusieurs des caractéristiques que celui-ci recherchait : il est assez soluble, son pKa le rend adapté à un usage en biologie, il est chimiquement stable et peu sujet à des réactions enzymatiques, présente une absorption négligeable dans le visible et le proche UV, et sa synthèse est relativement aisée. 